# 良一世
聖良一世（拉丁語：Sanctus Leo PP. I；400年—461年11月10日）於440年9月29日至461年11月10日任教宗。

## 生平
教宗良一世生於義大利的托斯卡纳。他將羅馬教會提升至西方教會最高的地位，並從羅馬皇帝手中取得羅馬主教的合法地位。是一位傑出的行政家和講員。在神學理念上強烈反對基督一性論（此派認為耶穌的人性為神性所吸收），為此還寫了一份對基督位格的教義聲明，又稱「大卷」，主張基督具有完整人性與神性，竭力抨擊犧牲基督人性強調基督神性的觀念。
本定於449年呈送至以弗所會議宣讀，但是被當時的狄奧斯庫若主教所拒絕，而沒有宣讀。教宗良一世稱這個會議為強盜會議。直到兩年後（451年）東羅馬帝國皇帝馬爾西安召開的迦克敦會議上，教宗良一世才有機會再度宣讀「大卷」的內容，成為訂立迦克敦信經的主要文件。草擬基督位格的迦克敦釋義的一個主要文件，教宗良一世依照主流信仰說明基督具有完整的人性，也具有完整的神性，但非分裂的位格。」
在452年說服匈人首領阿提拉從羅馬撤退，阻止匈人西進。於455年在汪達爾人劫掠羅馬城時，與其首領該賽利協商，將羅馬城的傷害減到最小。他的這些功績令其又稱為大教宗良一世（拉丁語：Leo PP. I Magnus）。死後獲封聖，且改稱大教宗聖良一世（Sanctus Leo PP. I Magnus）。在教會組織中，他主張聖職人員要在道德上做信徒的榜樣，過高級聖潔的生活，也不可娶妻。

### 死亡
良一世死於公元461年。

## 譯名列表
- 一世：天主教香港教區禮儀委員會：禧年專頁 （页面存档备份，存于）、香港天主教教區檔案　歷任教宗作。
- 利奧一世：《大英簡明百科知識庫》2005年版作利奧。
- 利奧一世、列奧一世或萊奧一世：《世界人名翻譯大辭典》1993年版作利奧。
- 雷歐一世：國立編譯舘作雷歐。

| 天主教會職銜          | 天主教會職銜               | 天主教會職銜      |
| --------------------- | -------------------------- | ----------------- |
| 前任者： 教宗思道三世 | 罗马主教 教宗 440年－461年 | 繼任者： 教宗怡樂 |